# Landtagswahlkreis Gardelegen-Klötze
Der Landtagswahlkreis Gardelegen-Klötze (Wahlkreis 2) ist ein Landtagswahlkreis in Sachsen-Anhalt. Er umfasste zur Landtagswahl in Sachsen-Anhalt 2021 vom Altmarkkreis Salzwedel die Hansestadt Gardelegen, die Stadt Kalbe (Milde) und die Stadt Klötze sowie vom Landkreis Börde die Stadt Oebisfelde-Weferlingen.
Der Wahlkreis wird in der achten Legislaturperiode des Landtages von Sachsen-Anhalt von Sandra Hietel-Heuer vertreten, die das Direktmandat bei der Landtagswahl am 6. Juni 2021 mit 36,3 % der Erststimmen erstmals gewann. Davor wurde der Wahlkreis von 2006 bis 2021 von Uwe Harms vertreten.

## Wahl 2021
Im Vergleich zur Landtagswahl 2016 wurden die Wahlkreisgrenzen verändert. Die Gemeinde Flecken Apenburg-Winterfeld wurde dem Landtagswahlkreis Salzwedel zugeordnet. Die Stadt Oebisfelde-Weferlingen gehörte bei der Wahl 2016 noch zum Landtagswahlkreis Haldensleben. Name  und Nummer des Wahlkreises wurden nicht geändert.
Es bewarben sich neun Personen um das Direktmandat. Von den Direktkandidaten der vorhergehenden Wahl traten Thomas Korell und Mirko Wolff erneut an. Sandra Hietel gewann mit 36,3 % der Erststimmen erstmals das Direktmandat; im Laufe der Wahlperiode änderte sich ihr Name zu Sandra Hietel-Heuer. Thomas Korell konnte über Platz 18 der Landesliste der AfD ebenfalls in den Landtag einziehen.
|                   |                      | Erst- stimmen | Erst- stimmen | Zweit- stimmen | Zweit- stimmen |
| Bewerber          | Partei               | Anzahl        | %             | Anzahl         | %              |
| ----------------- | -------------------- | ------------- | ------------- | -------------- | -------------- |
| Wahlberechtigte   | Wahlberechtigte      | 43.899        | 100,0         | 43.899         | 100,0          |
| Wähler            | Wähler               | 27.364        | 62,3          | 27.364         | 62,3           |
| Ungültige Stimmen | Ungültige Stimmen    | 455           | 1,7           | 448            | 1,6            |
| Gültige Stimmen   | Gültige Stimmen      | 26.909        | 98,3          | 26.916         | 98,4           |
| davon             |                      |               |               |                |                |
| Sandra Hietel     | CDU                  | 9.781         | 36,3          | 10.439         | 38,8           |
| Thomas Korell     | AfD                  | 5.333         | 19,8          | 5.104          | 19,0           |
| Silke Wolf        | DIE LINKE            | 3.366         | 12,5          | 2.932          | 10,9           |
| Oliver Stegert    | SPD                  | 3.749         | 13,9          | 2.767          | 10,3           |
| Mirko Wolff       | GRÜNE                | 1.137         | 4,2           | 1.103          | 4,1            |
| Sören Kohse       | FDP                  | 1.316         | 4,9           | 1.622          | 6,0            |
| Dirk Kuke         | FREIE WÄHLER         | 1.619         | 6,0           | 925            | 3,4            |
| –                 | NPD                  | –             | –             | 78             | 0,3            |
| –                 | Tierschutzpartei     | –             | –             | 383            | 1,4            |
| –                 | Tierschutzallianz    | –             | –             | 70             | 0,3            |
| –                 | LKR                  | –             | –             | 10             | 0              |
| –                 | Die PARTEI           | –             | –             | 268            | 1,0            |
| –                 | Gartenpartei         | –             | –             | 201            | 0,7            |
| –                 | FBM                  | –             | –             | 18             | 0,1            |
| –                 | TIERSCHUTZ hier!     | –             | –             | 171            | 0,6            |
| Petra Stoppel     | dieBasis             | 467           | 1,7           | 428            | 1,6            |
| –                 | Klimaliste ST        | –             | –             | 23             | 0,1            |
| –                 | ÖDP                  | –             | –             | 45             | 0,2            |
| –                 | Die Humanisten       | –             | –             | 32             | 0,1            |
| –                 | Gesundheitsforschung | –             | –             | 134            | 0,5            |
| –                 | PIRATEN              | –             | –             | 106            | 0,4            |
| –                 | WiR2020              | –             | –             | 57             | 0,2            |
| Karsten Mertens   | Einzelbewerber       | 141           | 0,5           | –              | –              |

## Wahl 2016
Zur Landtagswahl 2016 umfasste der Wahlkreis vom Altmarkkreis Salzwedel die Gemeinde Flecken Apenburg-Winterfeld, die Hansestadt Gardelegen, die Stadt Kalbe (Milde) und die Stadt Klötze.
Es traten sechs Direktkandidaten an. Von den Kandidaten der Wahl 2011 traten Uwe Harms und Jürgen Barth erneut an. Harms verteidigte das Direktmandat mit 30,5 % der Erststimmen. Barth konnte über Platz 8 der Landesliste der SPD ebenfalls in den Landtag einziehen.
|                   |                   | Erst- stimmen | Erst- stimmen | Zweit- stimmen | Zweit- stimmen |
| Bewerber          | Partei            | Anzahl        | %             | Anzahl         | %              |
| ----------------- | ----------------- | ------------- | ------------- | -------------- | -------------- |
| Wahlberechtigte   | Wahlberechtigte   | 35.870        | 100,0         | 35.870         | 100,0          |
| Wähler            | Wähler            | 21.466        | 59,8          | 21.466         | 59,8           |
| Ungültige Stimmen | Ungültige Stimmen | 610           | 2,8           | 498            | 2,3            |
| Gültige Stimmen   | Gültige Stimmen   | 20.856        | 97,2          | 20.968         | 97,7           |
| davon             |                   |               |               |                |                |
| Uwe Harms         | CDU               | 6.353         | 30,5          | 6.837          | 32,6           |
| Kay Grahmann      | DIE LINKE         | 3.354         | 16,1          | 3.302          | 15,7           |
| Jürgen Barth      | SPD               | 3.772         | 18,1          | 2.752          | 13,1           |
| Mirko Wolff       | GRÜNE             | 1.219         | 5,8           | 977            | 4,7            |
| –                 | ALFA              | –             | –             | 175            | 0,8            |
| –                 | Tierschutzallianz | –             | –             | 210            | 1,0            |
| Thomas Korell     | AfD               | 5.014         | 24,0          | 4.591          | 21,9           |
| –                 | DIE RECHTE        | –             | –             | 37             | 0,2            |
| –                 | FBM               | –             | –             | 41             | 0,2            |
| Norbert Ungar     | FDP               | 1.144         | 5,5           | 974            | 4,6            |
| –                 | FREIE WÄHLER      | –             | –             | 260            | 1,2            |
| –                 | MG                | –             | –             | 97             | 0,5            |
| –                 | NPD               | –             | –             | 332            | 1,6            |
| –                 | Die PARTEI        | –             | –             | 97             | 0,5            |
| –                 | Tierschutzpartei  | –             | –             | 286            | 1,4            |

## Wahl 2011
Bei der Landtagswahl in Sachsen-Anhalt 2011 waren 40516 Einwohner wahlberechtigt; die Wahlbeteiligung lag bei 50,3 %. Uwe Harms gewann das Direktmandat für die CDU.
| Bewerber            | Partei           | Erststimmen in % | Zweitstimmen in % |
| ------------------- | ---------------- | ---------------- | ----------------- |
| Uwe Harms           | CDU              | 34,3             | 32,3              |
| Gudrun Gerecke      | LINKE            | 24,4             | 22,8              |
| Jürgen Barth        | SPD              | 24,1             | 23,7              |
| Normen Gadiel       | FDP              | 5,8              | 4,6               |
| Alice Krins         | GRÜNE            | 6,6              | 7,1               |
| Rainer Joachim Garz | NPD              | 4,8              | 4,9               |
| –                   | Freie Wähler     | –                | 1,4               |
| –                   | PIRATEN          | –                | 1,3               |
| –                   | Tierschutzpartei | –                | 1,2               |
| –                   | SPV              | –                | 0,4               |
| –                   | ÖDP              | –                | 0,2               |
| –                   | KPD              | –                | 0,1               |
| –                   | MLPD             | –                | 0,1               |

## Wahl 2006
Bei der Landtagswahl in Sachsen-Anhalt 2006 traten folgende Kandidaten an:
| Name                             | Partei   | Anteil der Erststimmen | Anteil der Zweitstimmen |
| -------------------------------- | -------- | ---------------------- | ----------------------- |
| Uwe Harms                        | CDU      | 35,9 %                 | 37,6 %                  |
| Peter Kapahnke                   | LINKE    | 25,4 %                 | 21,9 %                  |
| Jürgen Barth                     | SPD      | 25,1 %                 | 23,1 %                  |
| Peter Timme                      | FDP      | 10,4 %                 | 6,5 %                   |
| Sebastian Brandes                | GRÜNE    | 3,2 %                  | 2,9 %                   |
| -                                | Sonstige | -                      | 8,0 %                   |
| Wahlberechtigte: 41837 Einwohner |          |                        |                         |
| Wahlbeteiligung: 45,0 %          |          |                        |                         |

## Wahl 2002
Bei der Landtagswahl in Sachsen-Anhalt 2002 traten folgende Kandidaten an:
| Name                             | Partei        | Anteil der Erststimmen | Anteil der Zweitstimmen |
| -------------------------------- | ------------- | ---------------------- | ----------------------- |
| Jürgen Barth                     | SPD           | 24,3 %                 | 22,8 %                  |
| Horst Hacke                      | CDU           | 38,6 %                 | 37,7 %                  |
| Peter Kapahnke                   | PDS           | 21,5 %                 | 19,5 %                  |
| Alfred Fischer                   | FDP           | 10,5 %                 | 11,2 %                  |
| Hans-Joachim Kirchhoff           | GRÜNE         | 1,7 %                  | 1,8 %                   |
| Regina Lessing                   | Pro DM        | 3,4 %                  | 1,1 %                   |
| -                                | Schill-Partei | -                      | 3,7 %                   |
| -                                | Sonstige      | -                      | 2,2 %                   |
| Wahlberechtigte: 42271 Einwohner |               |                        |                         |
| Wahlbeteiligung: 56,3 %          |               |                        |                         |

## Wahl 1998
Bei der Landtagswahl in Sachsen-Anhalt 1998 traten folgende Kandidaten an:
| Name                              | Partei         | Anteil der Erststimmen | Anteil der Zweitstimmen |
| --------------------------------- | -------------- | ---------------------- | ----------------------- |
| Jürgen Barth                      | SPD            | 35,7 %                 | 38,9 %                  |
| Horst Hacke                       | CDU            | 22,9 %                 | 23,1 %                  |
| Gerda Krause                      | PDS            | 20,6 %                 | 17,9 %                  |
| Matthias Mann                     | FDP            | 9,5 %                  | 4,9 %                   |
| Ernst-Hellmut Nahr                | GRÜNE          | 2,2 %                  | 2,5 %                   |
| Sieghard Dutz                     | Einzelbewerber | 1,9 %                  | -                       |
| Klaus Ewertowski                  | Einzelbewerber | 4,3 %                  | -                       |
| Wilfried Wisse                    | Einzelbewerber | 2,8 %                  | -                       |
| -                                 | DVU            | -                      | 10,9 %                  |
| -                                 | Sonstige       | -                      | 1,8 %                   |
| Wahlberechtigte: 40.485 Einwohner |                |                        |                         |
| Wahlbeteiligung: 72,7 %           |                |                        |                         |

## Wahl 1994
Bei der Landtagswahl in Sachsen-Anhalt 1994 traten folgende Kandidaten an:
| Name                              | Partei   | Anteil der Erststimmen | Anteil der Zweitstimmen |
| --------------------------------- | -------- | ---------------------- | ----------------------- |
| Peter-Michael Wiechmann           | SPD      | 32,3 %                 | 33,1 %                  |
| Gerd Gies                         | CDU      | 34,7 %                 | 38,6 %                  |
| Gerda Krause                      | PDS      | 19,9 %                 | 17,5 %                  |
| Peter Timme                       | FDP      | 4,9 %                  | 3,0 %                   |
| Ernst-Hellmut Nahr                | GRÜNE    | 6,9 %                  | 4,9 %                   |
| Gerwald Schulz                    | REP      | 1,3 %                  | 1,6 %                   |
| -                                 | Sonstige | -                      | 1,3 %                   |
| Wahlberechtigte: 39.766 Einwohner |          |                        |                         |
| Wahlbeteiligung: 58,2 %           |          |                        |                         |